# ニーナ・ベルベーロヴァ
ニーナ・ベルベーロヴァ(Нина Берберова 1901年7月26日 - 1993年9月26日)は、ロシア生まれの作家、編集者、伝記作家、翻訳家。

## 生い立ち
ベルベーロヴァはロシア帝国のサンクトペテルブルクで生まれた。父はアルメニア系で中央省庁の官僚であり、アルメニア使徒教会の信者である。母はロシア人である。祖父イヴァン・ベルベロフは医師であった。サンクトペテルブルクの学校に通ったあと1919年にベルベローヴァは南部のロストフ・ナ・ドヌに移って、現地の大学に約一年間あまり通って考古学、美術史、ギリシャ語、言語学を学んだ。けれど1920年にサンクトペテルブルクに帰還した。翌年1921年に初めて詩を発表して、サンクトペテルブルクの文壇サークルに注目された。

## 移住

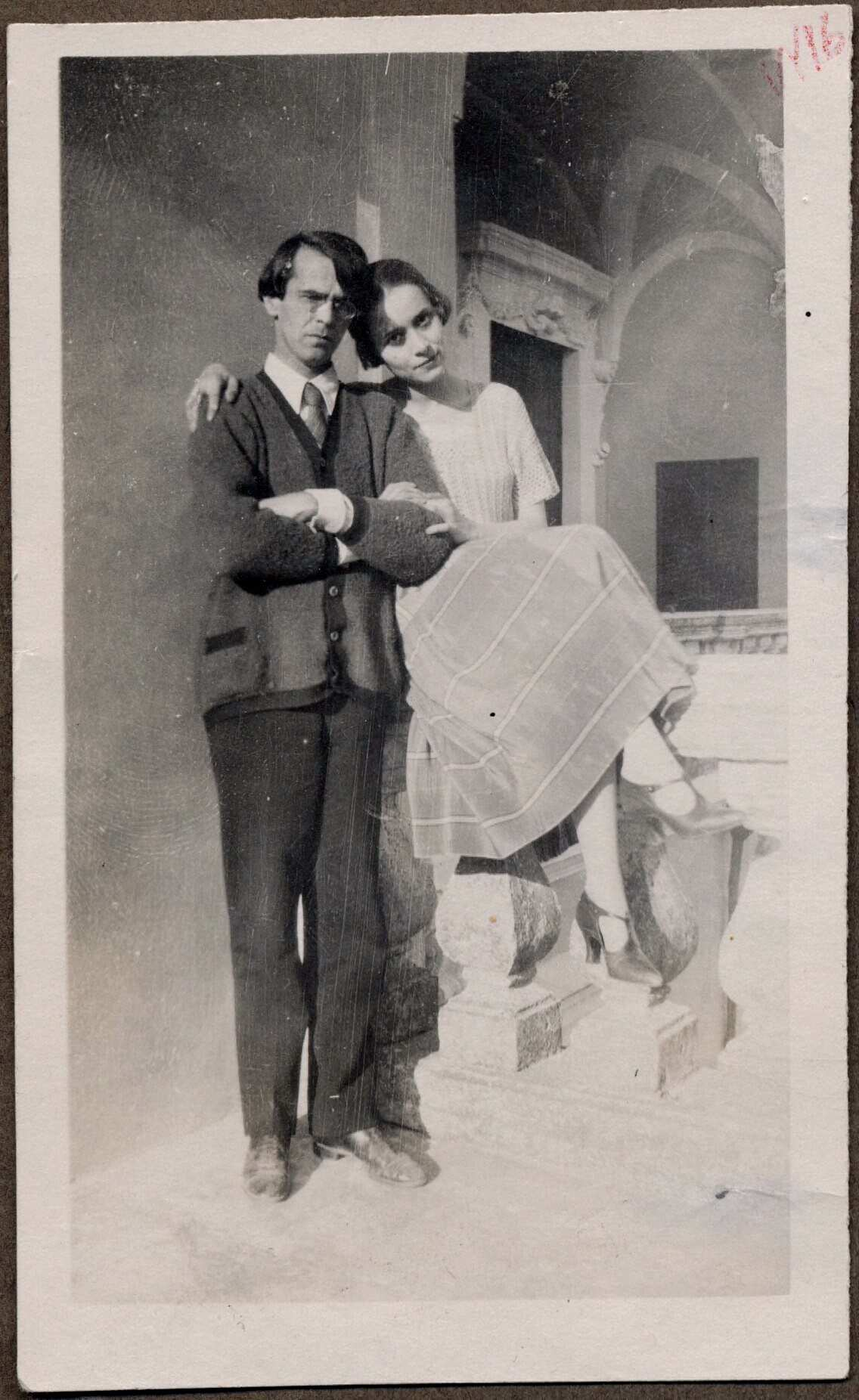
ベルベーロヴァとヴラジスラフ・ホダセヴィチ (1925)

ベルベーロヴァは20歳だった1922年6月に恋人であるヴラジスラフ・ホダセヴィチとともにソ連を離れて西ヨーロッパに移住した。以降、アメリカ合衆国に渡る1950年まで西ヨーロッパに居住した。イタリアのソレントや、チェコスロバキア、ドイツのベルリンの滞在を経て1925年にフランスのパリに移って約25年間居住した。ベルベーロヴァは移民先で散文デビューして短編や小説を発表した。ベルベーロヴァはロシア亡命者の文壇サークルに所属して、亡命者の出版物「ノヴィドーム」で共編者を勤める。さらに週刊誌「ロシア思想」や、日刊紙「最新報道」に詩や散文を寄稿した。
ベルベーロヴァは1932年にホダセヴィチと別れて、1936年にニコライ・マキエフと再婚したが1947年に離婚する。ベルベーロヴァは最終的にフランスを1950年に発ってアメリカ合衆国に移民し、1959年にアメリカ国籍を取得した。1954年にピアニストのコシェヴィツキーと再婚した。米国ではベルベーロヴァはヴォイス・オブ・アメリカのラジオに勤めた。その後、1958年から1963年までイェール大学に語学教員として着任した。1963年にプリンストン大学に移って、文学を講義して、1971年に退職した。ニュージャージー州プリンストンからペンシルベニア州フィラデルフィアに移った。
ベルベーロヴァはアレクサンドル・ボロディン、アレクサンドル・ブローク、ピョートル・チャイコフスキーの伝記を著した。また1969年に自らの自伝「The Italics are Mine」を発表した。レフ・トルストイの小説アンナ・カレーニナを英訳して質の高さから絶賛された。また
ロマン・ロラン、T・S・エリオット、コンスタンディノス・カヴァフィスの作品をロシア語訳してフョードル・ドストエフスキーの作品をフランス語訳した。ベルベーロヴァは1993年にアメリカ合衆国のフィラデルフィアで死去した。

## 作品
- Останні і перші 1930
- Повелителька 1932
- Акомпаніаторка // Сучасні записки 1935
- Чайковський. Історія самотнього життя 1936
- Бородін 1938
- Без заходу 1938
- Олександр Блок і його час 1947
- Полегшення долі 1949
- Справа Кравченка. Історія процесу　1949
- Пам'яті Шлімана // Мости 1958
- Курсив мій. Автобіографія 1972
- Залізна жінка. Біографія 1981
- Вірші, 1921—1983 1984
- Люди і ложі 1986